# Windows Mail
Windows Mail（ウィンドウズメール）とはマイクロソフトが開発していた電子メールおよびニュースグループ送受信用電子メールクライアントである。Windows VistaおよびWindows 8からWindows 11（24H2）までに標準で付属していた。Outlook Expressの後継にあたる。Outlook ExpressはInternet Explorerに付属の形で提供されてきたが、Windows Mailでは独立して提供される。2024年末でサポートを終了し、後継となるのはOutlook for Windowsである。

## 特徴

### Windows Vista
Windows Mailは、Outlook Expressに比べ、幾つかの新要素やMicrosoft Outlook 2003から導入された幾つかの要素が取り込まれている。
- 右側へのプレビューウィンドウの配置
- 送受信したメールの検索時間の短縮化
- フィッシング詐欺の検出機能、迷惑メールのフィルタ機能
- Windows Calendarとの連携

また、削除された要素もあり、利用している場合は注意する必要がある。
- Windows Live Hotmailアカウントの追加[2]（Windows Live メール で対応）
- WebDAVのサポート
- Windows Live メッセンジャー等のインスタントメッセンジャーとの連携（Windows Live メール で対応）

### Windows 7
Windows 7には標準搭載されず、Windows Essentialsの1つとして「Windows Live Mail」が提供された。

### Windows 8/8.1
Modern UIアプリとして、Windows 8に標準搭載された。カレンダーアプリとPeopleアプリと共にインストール及びアンインストールされる。Outlook.com、Gmail、AOL Mail、Yahoo!のサーバー構成が事前に設定されている。Exchange Serverやその他のIMAPアカウントは設定できるが、POP3はサポートされない。

### Windows 10/11
UWPアプリとして、Windows 10/11に標準搭載され、カレンダーアプリと共にMicrosoft Storeで提供されている。Outlook.com、Microsoft 365、Gmail、iCloud、Yahoo!のサーバー構成が事前に設定されている。AOL Mail、Exchange Serverやその他のIMAPアカウントは引き続き設定でき、POP3も再びサポートされるようになった。
2022年5月に、Outlook.comをベースにした新しいOutlook for Windowsのプレビュー版がリリースされ、その後2024年にかけて本アプリからの移行期間が設けられ、最終的に2024年12月31日にWindows Mailのサポートが終了した。

## フィッシング詐欺や迷惑メールへの対処

### Windows Vista
Windows Mail用に月一度のペースで定義ファイルが配布されている。定義ファイルは、Microsoft Updateを利用して更新できる。

## 不具合

### Windows Vista
自動転送機能を使用すると、文字化けすることがある。